# Caroline Rellstab (Sängerin, 1794)
Caroline Rellstab, auch Karoline, (18. April 1794 in Berlin – 17. Februar 1813 ebenda; nach anderen Quellen in Breslau) war eine deutsche Opernsängerin (Sopran).

## Leben
Rellstab war eines von acht Geschwistern, drei Töchter (darunter Henriette Rellstab und Amalie, verehelichte Bennecke) und fünf Söhne, darunter der Dichter Ludwig Rellstab, des Musikers und Musikverlegers Johann Carl Friedrich Rellstab (1759–1813) und dessen Ehefrau Caroline Charlotte Richter. Bereits sehr jung erregte sie große Aufmerksamkeit als Konzertsängerin. Man erzählte, dass sie mit ihrer Stimme eine Tonhöhe erreicht habe, wie sie nur seltenst vorkommt. Durch ihren frühen Tod mit 19 Jahren wurde ihre Karriere abrupt beendet.